# Металопрокатний завод у Хелвані
Металопрокатний завод у Хелвані – підприємство чорної металургії Єгипту, майданчик якого знаходиться на південній околиці каїрської агломерації у індустріальній зоні Хелвану.
У 1970 (за іншими даними – 1977) році була заснована компанія Metad Helwan, яка реалізувала проект першого в Єгипті приватного прокатного заводу (до того в країні діяли лише нечисленні державні підприємства, зокрема, розташований у тому ж Хелвані металургійний комбінат повного циклу).
Певний час завод мав потужність на рівні 120 тисяч тон будівельної арматури та рівнополичкового кутника на рік. В подальшому був реалізований проект, що мав збільшити цей показник до 200 (за іншими даними – 180) тисяч тон на рік.
Оскільки компанія не має власного виробництва сортової заготовки, вона чутлива до змін на світовому ринку та митної політики уряду.
Можливо відзначити, що наразі Metad Helwan є однією з дочірніх компаній Ayad Group, яка також володіє кількома невеликими заводами з випуску металевих труб.